# Temple de Ramsès IV
El Temple de Ramsès IV fou un temple mortuori dedicat al faraó Ramsès IV construït a la zona de necròpolis a l'oest de Luxor, a tocar de l'actual carretera que porta al Temple de Amenhotep III, i al sud del temple de columnes de Ramsès IV prop dels Temples de Deir al-Bari avui destruït. Està molt proper a l'oficina de l'Inspector del departament d'antiguitats, i en queden molt poques restes.